# Ácido treonucleico
O ácido treonucleico ou ácido nucleico de treose (ATN ou, em inglês, TNA) é um polímero similar ao ADN ou ARN mas com composição diferente do seu "esqueleto". O ATN não se encontra na natureza, mas antes sintetiza-se quimicamente.
O ADN e o ARN possuem um esqueleto formado pelos açucares desoxirribose e ribose, respectivamente, enlaçados com fosfatos, enquanto que o esqueleto do ATN é composto por repetidas unidades de treose unidas por ligação fosfodiéster . A este esqueleto estáo unidas as bases nitrogenadas tanto no ADN como no ARN e ATN. A treose é um monossacárido de quatro carbonos mais fácil de ensamblar no polímero do que a ribose.
Em laboratório conseguiram-se criar cadeias híbridas ADN-ATN utilizando ADN polimerase.
O ATN pode hibridar tanto com ADN como com ARN dum modo específico de sequencial; esta capacidade e a sua simplicidade química sugere que o ATN pode ser um hipotético precursor do ARN como material genético na origem da vida na Terra.